# Mirufens illusionis
Mirufens illusionis (лат.) — ископаемый вид хальцидоидных наездников из семейства Trichogrammatidae, единственный в роде Mirufens. Эоценовый балтийский янтарь (возраст около 40 млн лет).

## Описание
Микроскопического размера паразитические наездники. Длина тела 1,46 мм. Брюшко длиннее головы и груди вместе взятых. Передние голени в 5,25 раза длиннее своей ширины. Переднее крыло в 2,1 раза длиннее своей ширины. Усики включают 7 флагелломеров жгутика (2 аннели, 2 фуникуляра и 3 клавомера). Вид был впервые описан в 2015 году американскими энтомологами Роджером Бурксом (Roger A. Burks), Джоном Херати (John M. Heraty), Джоном Пинто (John D. Pinto; Department of Entomology, University of California, Riverside, Калифорния, США) и Дэвидом Гримальди (Division of Invertebrate Zoology, American Museum of Natural History, Нью-Йорк, США). Виды Mirufens illusionis, Palaeogramma eos, Pterandrophysalis plasmans и Szelenyia terebrae, описанные одновременно стали одними из немногих ископаемых представителей всего семейства Trichogrammatidae.